# Comunità Montana dei Castelli Romani e Prenestini
|  |

Die Comunità Montana dei Castelli Romani e Prenestini ist eine Vereinigung von insgesamt 13 Gemeinden in der italienischen Metropolitanstadt Rom. Sie wurde von den in der Regel recht kleinen Gemeinden, die zumindest teilweise in Bergregionen liegen, gebildet um die wirtschaftliche Entwicklung der Region zu stärken. Weitere Aufgaben sind die Stärkung des Tourismus, des Naturschutzes und die Erhaltung der ländlichen Kultur.
Das Gebiet der Comunità Montana umfasst den größten Teil der Albaner Berge, die nach den vielen Adelssitzen römischer Familien gemeinhin Castelli Romani genannt werden. Dazu kommt der Südteil der Monti Prenestini um Palestrina. Die Comunità hat einen Umfang von 185 km². Ihr Verwaltungssitz ist in Rocca Priora. Die wichtigsten Städte sind Frascati und Palestrina.
Die Comunità umfasst folgende Gemeinden:
- Cave
- Colonna
- Frascati
- Gallicano nel Lazio
- Genazzano
- Grottaferrata
- Monte Compatri
- Monte Porzio Catone
- Palestrina
- Rocca Priora
- Rocca di Papa
- San Cesareo
- Zagarolo